# Phyllonorycter lyoniae
Phyllonorycter lyoniae är en fjärilsart som först beskrevs av Tosio Kumata 1963.  Phyllonorycter lyoniae ingår i släktet guldmalar, och familjen styltmalar. Inga underarter finns listade i Catalogue of Life.